# Irsina
Irsina est une commune italienne de la province de Matera, dans la région Basilicate. Jusqu'en 1895, la commune s'est appelée Montepeloso.

## Culture
- Cathédrale d'Irsina

## Administration
| Période                                  | Période | Identité | Étiquette | Qualité |
| ---------------------------------------- | ------- | -------- | --------- | ------- |
|                                          |         |          |           |         |
| Les données manquantes sont à compléter. |         |          |           |         |

### Communes limitrophes
Genzano di Lucania, Grassano, Gravina in Puglia, Grottole, Oppido Lucano, Tolve, Tricarico

## Galerie de photos

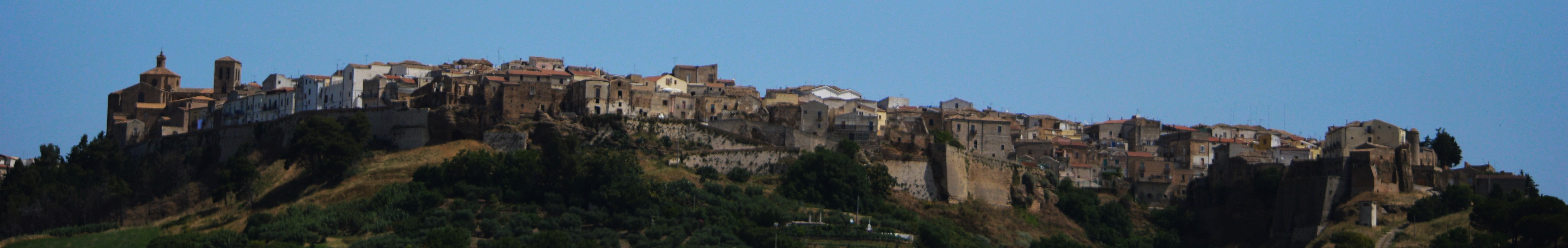
Panorama du centre historique d'Irsina (MT).

## Personnalités nées à Irsina
- Vito Caravelli
- Andrea Miglionico
- John Donato Torrio (né à Irsina en 1882, mort à New York en 1957) était un mafieux italo-americain qui lança la carrière d'Al Capone
- Giovanni Maria Trabaci
- Angelo Ziccardi
- Liste des évêques et archevêques de Matera-Irsina